# Antoni Verdaguer Llunell
Antoni Verdaguer Llunell (Madrid, 1742 - Reus, 10 de gener de 1820) va ser un pintor català.
El seu pare, Gaspar Verdaguer, va ser suboficial al Regiment de la Immaculada Concepció durant la guerra de Successió Espanyola, i separat de l'exèrcit es va traslladar a Madrid amb la seva dona, on va néixer Antoni. Encara era un nen quan el seu pare va morir, i amb la seva mare es traslladaren a Barcelona, on Antoni començà a estudiar dibuix amb un mestre escenògraf. Més tard va ingressar a l'Escola de Nobles Arts fundada per la Junta de Comerç. Per la seva habilitat va ser ajudant del director de l'Escola de dibuix. el gravador Pere-Pasqual Moles. Després d'una llarga temporada a Barcelona, als 52 anys es va casar amb Maria Rovira, vint anys més jove, i cap al 1806 van anar tots dos a Reus on Antoni Verdaguer ja hi havia fet estades. Va establir un taller i una escola de dibuix al carrer Major, on tingué alguns alumnes que després destacarien en l'art (entre ells Marià Fortuny). Havia treballat a Barcelona amb Salvador Gurri i Tomàs Soler i Ferrer en la decoració de la Duana i la Llotja. Les seves composicions tenien un estil abarrocat. Va ser amic i col·laborador de Joseph Flaugier, i va fer-li d'ajudant el 1783 en les pintures al fresc de l'Ermita del Roser a Reus. Ja vell, va deixar l'ensenyament del dibuix, i l'escola va anar a càrrec del seu fill Antoni, nascut a Barcelona el 1783.